# Eliecer Jimenez Almeida
Eliecer Jiménez Almeida (Vertientes, Camagüey, Cuba, 1983) es un periodista, cineasta y profesor cubano, reconocido por su obra documental. Entre sus filmes más conocidos se encuentran Persona (2014), Usufructo (2011), La faz de las aguas (2012) y Veritas (2021). Este último narra la historia de los protagonistas de la invasión de Bahía de Cochinos.

## Biografía
Eliecer Jiménez Almeida nació en Vertientes, un pueblo ubicado a 500 km de La Habana, en la provincia de Camagüey.  Se graduó de la Licenciatura en Periodismo en la Universidad de Camagüey (Cuba, 2013). Cursó Estudios Cinematográficos en la Escuela Internacional de Cine y Televisión (EICTV) de San Antonio de los Baños, donde se graduó de la especialidad de Realización Documental (Cuba, 2012). Formó parte del Programa de Cine Documental del Instituto Sundance (EE. UU., 2016) y recibió una Maestría en Periodismo de la Universidad Internacional de la Florida (EE. UU., 2022).
Su obra se ha expuesto en el Museo de Arte Moderno de Nueva York (MoMA) y en Documenta 15. También en festivales y muestras como Cine Independiente- Cine Pendiente, en su ciclo de directores que organizó en La Habana el Instituto Internacional de Artivismo Hannah Arendt (INSTAR); el Festival Internacional de Cine Pobre de Gibara; el Festival Internacional del Nuevo Cine Latinoamericano de La Habana y el Miami Film Festival.
En su filmografía es recurrente el tema de los Derechos Humanos. Todas sus películas han sido producidas de forma independiente, fuera de la principal industria cinematográfica cubana.
Su trabajo cinematográfico ha sido exhibido en Estados Unidos, Alemania, Francia, Italia, España, Rusia, Bielorrusia, Bosnia y Herzegovina, Serbia, China, India, Argentina, Venezuela, Perú, El Salvador y Guatemala.
Reside en Miami desde 2014, y se ha desempeñado como productor de la cadena de televisión hispana Univisión y como docente. Ha sido cineasta visitante en la Universidad de Yale, la Universidad de Columbia, la Universidad de Nueva York (NYU), la Universidad de la Ciudad de Nueva York (CUNY), la Universidad de Miami (UM), Universidad Internacional de la Florida (FIU), Rutgers y Georgia Tech.
Como parte de su trabajo como académico es cofundador de Cuban Diaspora Film Archive (CDfA, Archivo del Cine Cubano de la Diáspora, por sus siglas en inglés) adscrito a la Universidad Internacional de la Florida (FIU, 2022).

## Filmografía[20]
2008- Toilet-ando sin ganas (Cuba. Doc. 18’)
2011- En un paquete de spaguettis (Cuba. Doc. 39’)
2011- Usufructo (Cuba. Doc. 10’)
2012- La faz de las aguas (Cuba. Video Arte 10’)
2012- Malyebao (Cuba. Doc. 12’)
2012- El triunfo de la confusión (Cuba. Video Arte 2’)
2012- Verdadero beach: la playa del pueblo (Cuba. Doc. 6’)
2012- Diversionismo ideológico (Cuba. Video Arte 2’)
2012- La era del Yelo (Cuba. Video Arte 2’)
2013- Pies mojados, pies secos… (Cuba. Video Arte 2’)
2013- Mi saoco (Cuba. Doc. 27’)
2014- Persona (Cuba. Doc. 27’)
2014- El cine es un negocio sin ningún futuro (Cuba. Video Arte 2’)
2015- Entropía (Cuba. Doc. Experimental 74’)
2016- Now! (EE. UU.. Doc. Experimental 5’)
2016- Elegía (EE. UU.. Doc. 10’)
2017- Semiótica de la mentira (Cuba-EE. UU.. Doc. 10’)
2017- Mater Dei... (Cuba-EE. UU.. Doc. 10’)
2017- Para construir otra casa (EE. UU.. Doc. 15’) 
2021- Veritas (Cuba-EE. UU.. Doc. 67’)
2022- Isla/ Island (EE. UU.. Video Arte 27’)
2022- La isla que se repite (EE. UU.. Doc. 25’)
2022- 8@ (EE. UU.. Doc. Experimental 5’)
2022- To Build another City (EE. UU.. Doc. 15’)
2023- Havana Stories [La Operación Payret] (EE. UU.. Ficción 85’)
2025- Miami Stories [La Red Mosquito] (EE. UU.. Ficción 90’)

## Premios y reconocimientos
2022- Selección Especial. Documenta 15. Kassel, Alemania.
2021- Reconocimiento al Mérito Artístico. Miami, EE. UU..
2019- Premio PM. Instituto de Artivismo Hannah Arendt. La Habana, Cuba.
2018 - Selección Especial. Museo de Arte Moderno de Nueva York, MoMA. EE. UU..
2018 - Selección Especial. Museo de Coral Gables. EE. UU..
2018 - Selección Especial. Ludwig Forum, Aachen, Alemania.
2017- Premio de Cortometraje. Festival de Cine sobre Manejo del Cambio Climático. China.
2016- Premio de Cortometraje. Festival de Cine Latino e Ibérico de Yale. EE. UU..
2014- Mención de Honor. 11o Festival Internacional de Cine Pobre de Gibara. Cuba.
2014- Premio de Documental. 5o   Festival Internacional de la Cultura Verde. Serbia.
2014- Programas de Becas de los Países Bajos (NFP). La Haya, Reino de los Países Bajos.
2013- Gran Premio. 11o  Festival Nacional de Audiovisuales ‘Por primera vez’. Cuba.
2013- Premio de Documental. 11o Festival Nacional de Audiovisuales ‘Por primera vez’. Cuba.
2013- Premio A. N. Jiménez. 12o. Muestra Joven ICAIC. Cuba.
2013- Premio Especial del Jurado. 24o. Muestra Audiovisual El Almacén de la Imagen. Cuba.
2013- Premio de Fotografía. 24o. Muestra Audiovisual El Almacén de la Imagen. Cuba.
2013- Premio de Montaje. 24o. Muestra Audiovisual El Almacén de la Imagen. Cuba.
2012- Premio de Videoarte. 3o. Festival de Cine Surimagen. Cuba.
2012- Premio UNEAC. 3o. Festival de Cine Surimagen. Cuba.
2012- Premio SIGNIS. 23o. Muestra Audiovisual El Almacén de la Imagen. Cuba.
2012- Premio Especial de la EICTV San Antonio de los Baños. 10o Festival Internacional de Cine Pobre de Gibara. Cuba.
2011- Gran Premio. 27o Festival Cine Plaza. Cuba.
2011- Premio Cine Pobre. 2o. Festival de Cine Surimagen. Cuba.
2011- Segundo Premio. 2o. Festival de Cine Surimagen. Cuba.
2011- Premio SIGNIS. 22o. Muestra Audiovisual El Almacén de la Imagen. Cuba.